# Iglesia de Santa María la Mayor (Guadahortuna)
La iglesia parroquial de Santa María la Mayor es un templo religioso católico situado en la localidad española de Guadahortuna, Granada.

## Arquitectura
La construcción data del siglo XVI en estilo mudéjar. De planta rectangular, se conforma con tres naves separadas por pilares, las naves laterales rematadas en testero plano y capilla mayor cuadrada avanzada, donde se situaba el retablo, y aislada por arco toral Las naves laterales presentan diferente anchura. El coro está alineado con la nave central de planta cuadrada y se encuentra a los pies elevado sobre una tribuna. Las tres naves no tienen capillas y están separadas por dos arcadas en los laterales de la nave central cada una con cuatro arcos apuntados doblados sobre pilares rectangulares ochavados. Una vez terminada la estructura del tempolo se realizaron la capilla mayor, que es obra de Diego de Siloé y la portada. Cabe resaltar también la puerta tallada en madera de la sacristía que es obra de Pedro Machuca.

### Portada principal
Esta monumental puerta renacentista se inspira en la puerta del perdón de la Catedral de Granada. Destaca sobre el exterior liso de la iglesia y consta de dos cuerpos y tres calles. 
El cuerpo inferior se centra con un arco de medio punto, donde se suceden cabezas de serafines y en las enjutas dos ángeles con láureas. Las jambas están decoradas con relieves de figuras femeninas soñando instrumentos y otras antropomórficas con extremidades filarmónicas. El intradós se divide en cinco casetones con relieves. El del centro contiene la figura alegórica de la Caridad. Los laterales tienen figuras antropomorfas aladas y figuras femeninas arrodilladas tocando instrumentos musicales. El conjunto queda enmarcado en columnas pareadas y exentas sobre pedestales de orden dórico con guirnaldas florales.
El segundo cuerpo se divide en tres ámbitos. El central está ocupado por una hornacina rectangular rodeada por una moldura con puntas de diamante y flanqueada por columnas todo ello realzado por un alto banco con el escudo del arzobispo Pedro Guerrero en el centro. A los lados dos templetes exentos con columnas de orden pseudojónico. Rematan este cuerpo dos frontones triangulares, en los laterales, y uno curvo en el centro. 

### Retablo
Se situaba en la capilla mayor hasta su destrucción en la Guerra Civil. Desde su encargo a su colocación pasaron más de 60 años. En 1560 Luis Machuca Horozco, hijo de Pedro Machuca, realizó tres esculturas. El resto del retablo fue obra de Baltasar de Arce y Francisco Sánchez de la escuela granadina de escultura. Una vez terminada el retablo se guardó en el Hospital Real. En 1598 se encargó a Miguel Cano la terminación del retablo que llega en 1618 a Guadahortuna sin policromar.

### Artesonado mudéjar
Las naves laterales se cubren con alfarjes inclinados y la nave central con una armadura de limas mohamares ochavada con nueve tirantes pareados con lazo y apeando sobre dobles canes de acanto antropomorfos.

### Torre
La torre se alza sobre la capilla bautismal, y sobresale en su cuerpo alto sobre los muros del templo. Está compuesta de tres cuerpos, cada uno de menor sección en planta que el precedente. El primero, de sección cuadrada e integrado en la línea de la fachada, tiene dos vanos en su lado sur. El segundo cuerpo, exento, tiene en sus cuatro frentes arcos de medio punto donde se sitúan las campanas. El tercer cuerpo, ochavado a media altura hasta formar en planta un octógono regular que remata la torre, con un arco de medio punto en cada uno de los lados con discos en las enjutas y una moldura que recorre todo el perímetro a la altura de las impostas.

## Historia
La iglesia parroquial de Guadahortuna es un exponente del arte del Renacimiento granadino. Esta iglesia es una de las de las llamadas siete villas situadas en el territorio situado al norte de Granada en lo que había sido la frontera norte del Reino Nazarí. Los trabajos iniciales datan incluso de 1506 tras la fundación de la nueva población y de 1535 data una ampliación y retejado. En 1542 hay nuevos trabajos del cantero Domingo de Yguía y Juan Castellar. Finalmente en 1547 Diego de Siloe traza la capilla mayor. Durante la Guerra Civil sufrió daños por vandalismo y se perdió un importante grupo de bienes muebles.
Fue declarada Bien de Interés Cultural (BIC) el 15 de junio de 1983.